# 서울전자통신
서울전자통신 주식회사는 NICE 그룹의 제조 사업군 계열사로 대한민국의 전원부품 및 결제 단말기 기업이다.